# Johannes Junge
Johannes Junge var en nordtysk skulptör verksam i Lübeck under 1400-talets första hälft. Junge nämns i flera urkunder från 1400-talet men det råder ändå stor osäkerhet om vilka skulpturer som kan tillskrivas honom. Han anses han ha arbetat i den ”sköna” eller ”internationella” stilen.
Det 1423 fullbordade gravmonumentet i alabaster över unionsdrottningen Margareta i Roskilde domkyrka anses vara utfört av Junge. Tre träskulpturer i Vadstena klosterkyrka som är utförda i den sköna stilen brukar också betraktas som arbeten av Junge. Det är dels triumfkrucifixet som bör ha funnits på plats vid kyrkans invigning 1430 och dels Anna själv tredje, det vill säga en statygrupp med Anna, hennes dotter Jungfru Maria och Jesusbarnet. Den senare är troligen identisk med den Annabild som 1425 donerades till klosterkyrkan av drottning Filippa, hustru till Erik av Pommern. Hon var en av klostrets välgörare och på hennes gravsten i kyrkan finns en bild av ett krucifix som är mycket likt klosterkyrkans triumfkrucifix. Det har tidigare trotts, men anses numera osäkert, att klosterkyrkans berömda skulptur av "den extatiska Birgitta" från 1435 också är ett verk av Junge.   

## Verk som har tillskrivits Johannes Junge

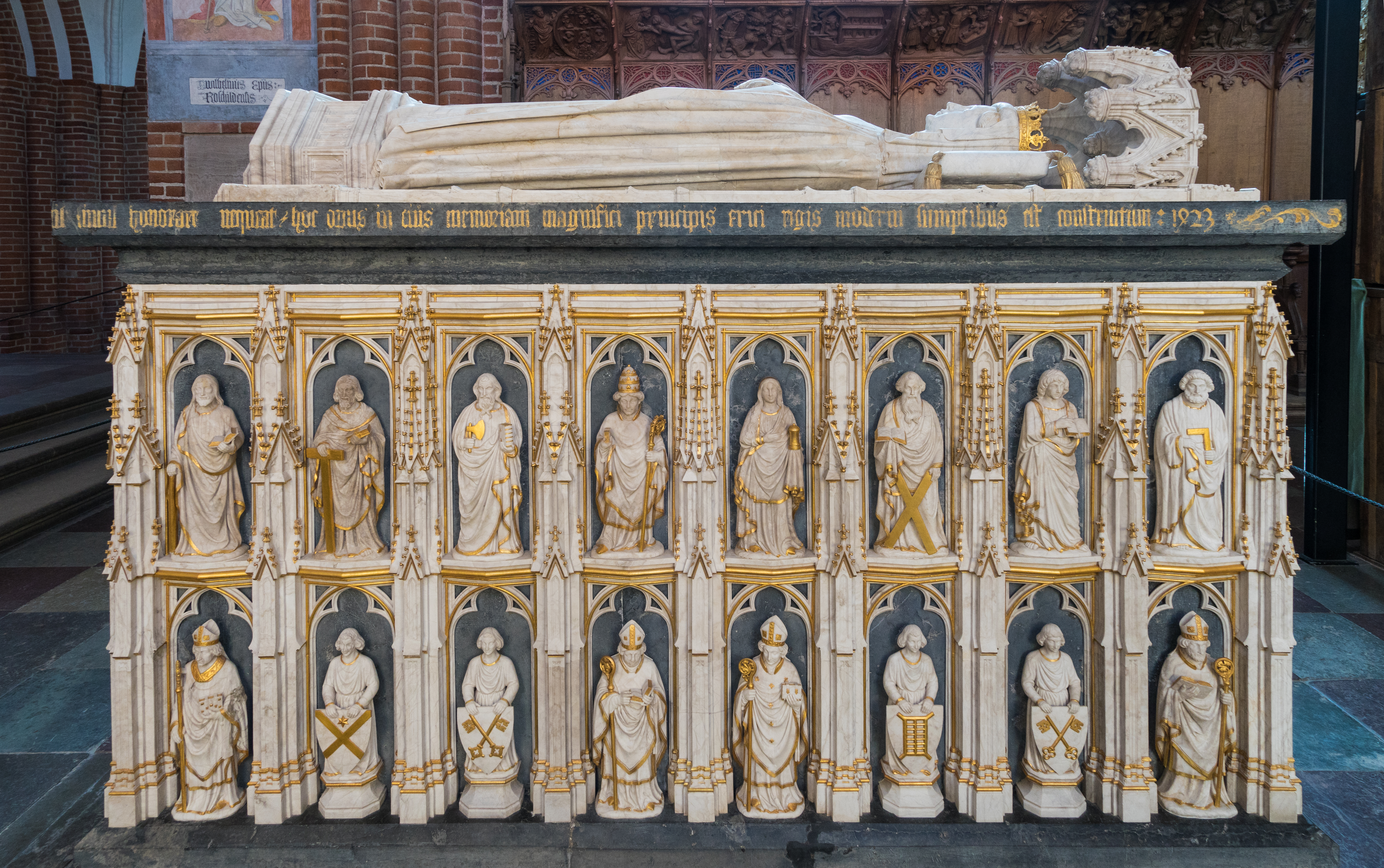
Drottning Margaretas sarkofag i Roskilde domkyrka från 1423.
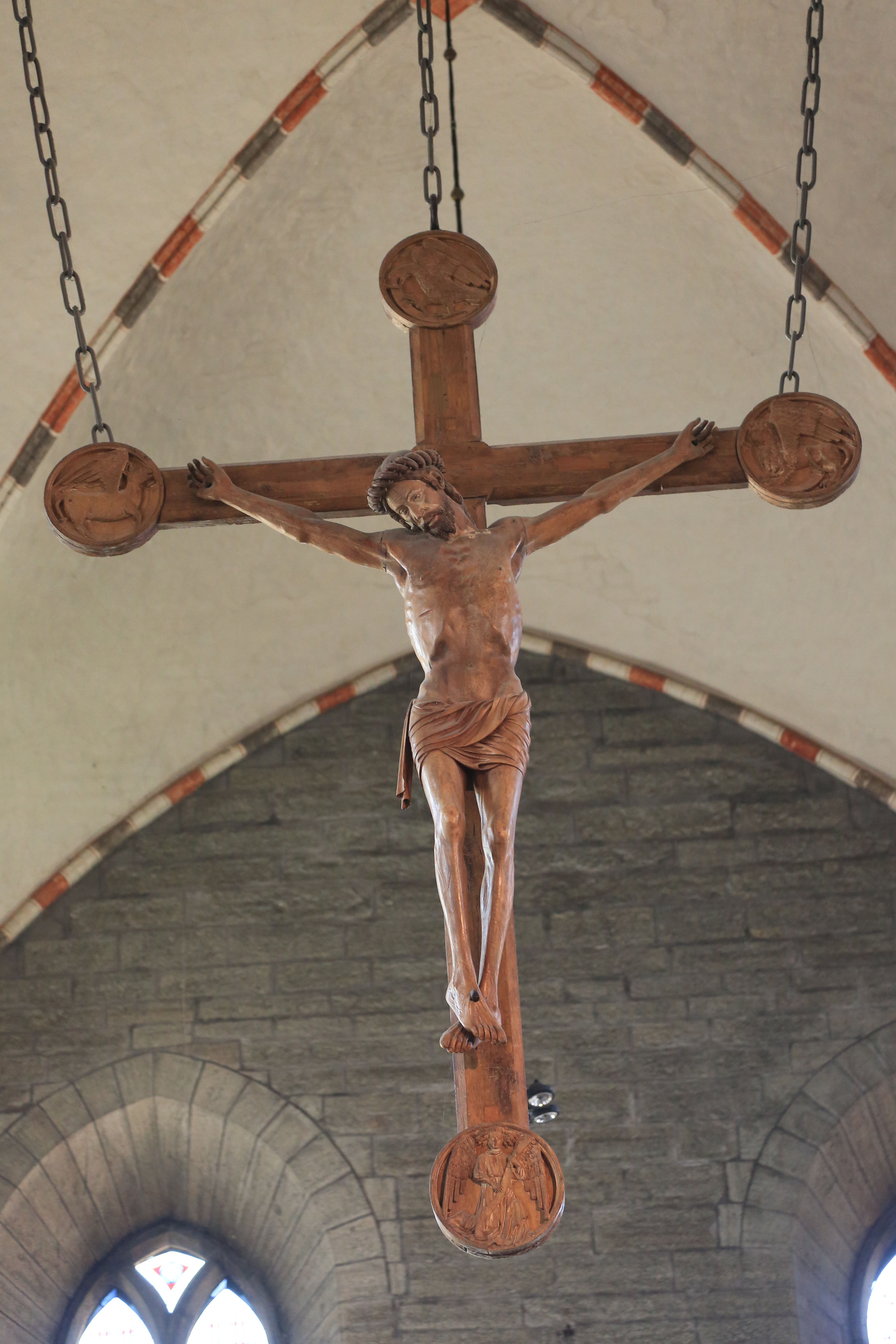
Vadstena klosterkyrkas triumfkrucifix från cirka 1430.
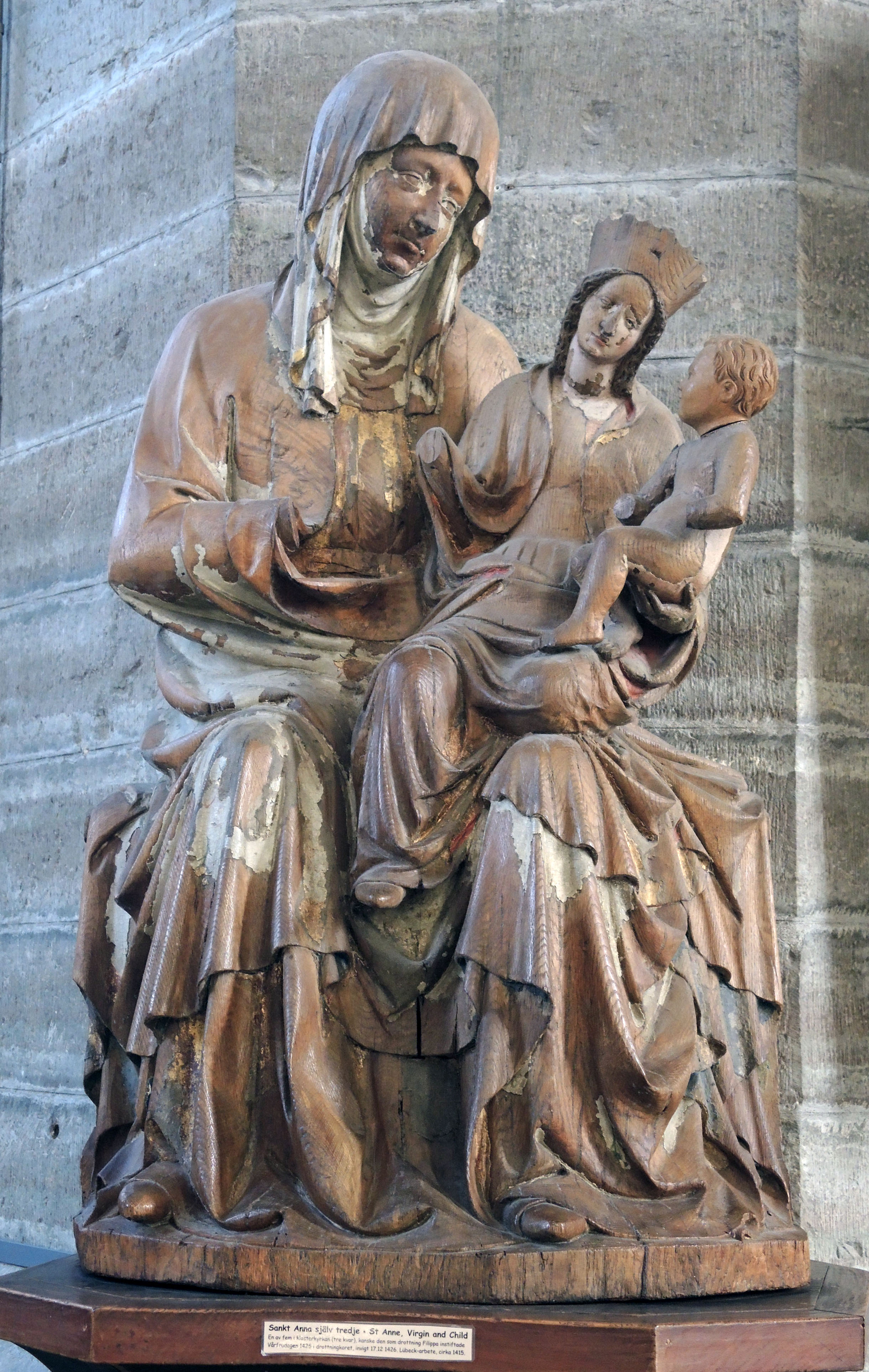
Anna själv tredje i Vadstena klosterkyrka från cirka 1425.
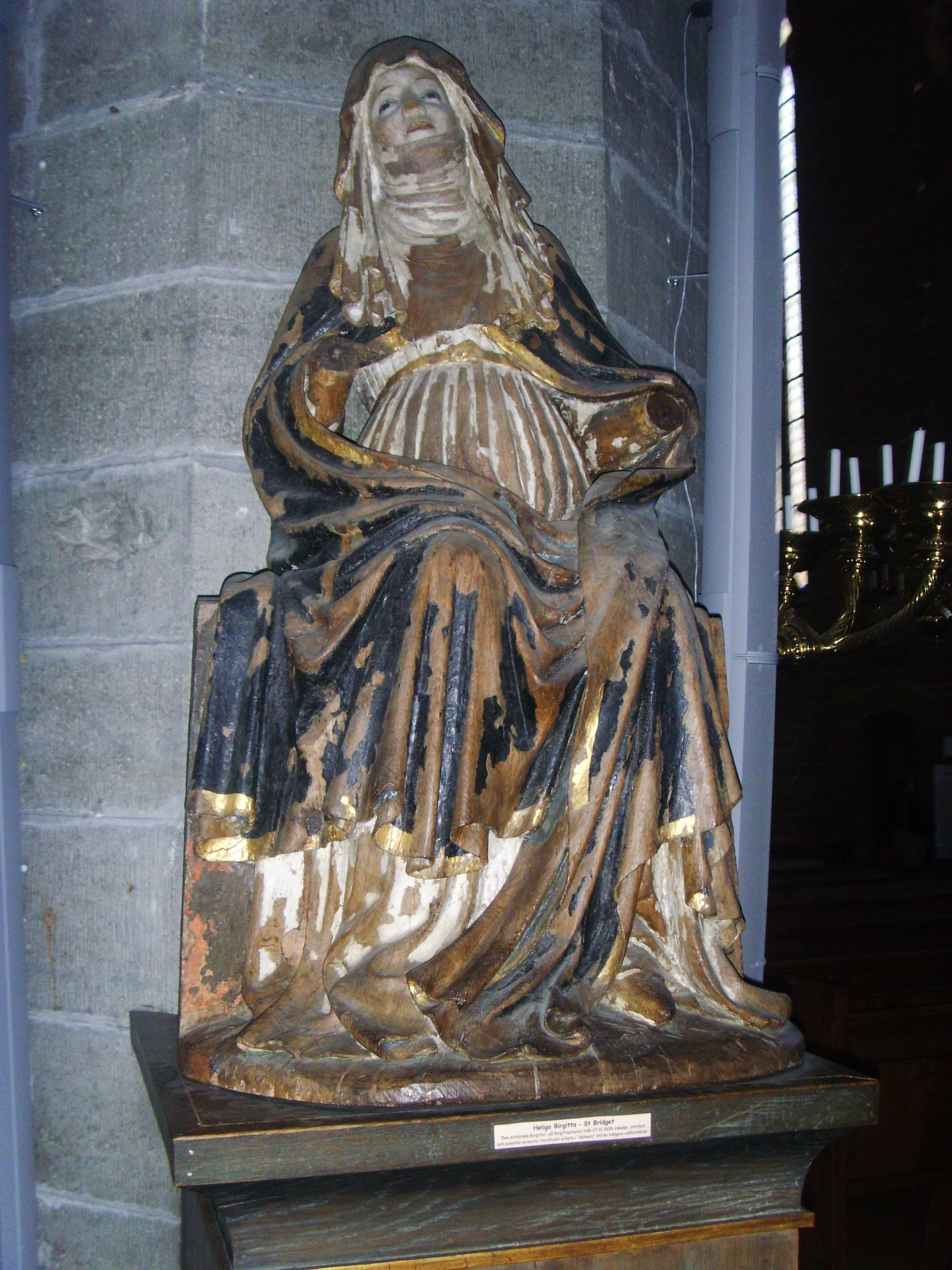
Den extatiska Birgitta från 1435.